# 광저우 시티 FC
광저우 시티 FC(중국어 간체자: 广州城, 정체자: 廣州城, 병음: Guǎngzhōu chéng)는 중국 광둥성 광저우시를 연고로 하는 축구팀으로 2022년까지 중국 슈퍼리그에 참가했다.

## 역사
1986년 선양 진더라는 이름으로 창단한 뒤 2007년 연고지를 후난성 창사시로 옮겼고 그 후 중국 슈퍼리그 2010에서 16팀 중 최하위에 처지며 차기 시즌 갑급리그로 강등되었으며 강등 이후 스포츠 의류 회사인 마잠바가 팀을 인수하며 선전시로 연고지를 옮겼으나 얼마 못 가 재정난으로 인해 중국의 거대 부동산 그룹인 광저우 R&F로 구단 소유권이 넘어가면서 연고지를 광저우시로 옮겼다.
그 후 중국 갑급리그 2011에서 준우승을 차지하며 1시즌만에 중국 슈퍼리그 복귀에 성공했고 마침내 중국 슈퍼리그 2014에서 3위라는 구단 역사상 중국 최상위 리그 역대 최고 성적으로 사상 첫 ACL 무대까지 밟았다.
그리고 2016 시즌과 2018 시즌에는 중국 FA컵 4강이라는 구단 역사상 컵대회 최고 성적까지 끌어올렸고 중국 슈퍼리그 승격 이후 2020년 12월 중국 축구 협회가 본래 팀명을 지우라고 지시하면서 팀명을 광저우 시티로 변경했으며 그 후에도 2022 시즌까지 꾸준히 중국 슈퍼리그 잔류를 이어가다가 2023 시즌 리그 참가 불허 명령이 떨어지면서 결국 2023년 3월 29일 해체 수순을 밟았다.

## 클럽 명칭 변천사
- 1996-2001: 선양 하이시 (Shenyang Haishi, 沈阳海狮)
- 2001-2006: 선양 진더 (Shenyang Ginde, 沈阳金德)
- 2007–2009: 창사 진더 (Changsha Ginde, 长沙金德)
- 2011: 선전 피닉스 (Shenzhen Phoenix, 深圳凤凰)
- 2011–2020: 광저우 푸리 (Guangzhou R&F, 广州富力)
- 2021–2023: 광저우 시티 FC (Guangzhou City Football Club, 广州城)

## 역대 감독
| 감독                | 임기        |
| ------------------- | ----------- |
| 발레리 네폼냐시     | 2000        |
| 슬로보단 산트라치   | 2008        |
| 세르지우 파리아스   | 2012 ~ 2013 |
| 드라간 스토이코비치 | 2015 ~ 2020 |
| 리웨이펑            | 2022 ~ 2023 |